# Villa del Rosario
Villa del Rosario – miasto w Argentynie, w prowincji Córdoba, stolica departamentu Río Segundo.
Według danych szacunkowych na rok 2010 miejscowość liczyła 15 313 mieszkańców.